# Liste des sites Natura 2000 du Lot
Cet article recense les sites Natura 2000 du Lot, en France.

## Statistiques
Le Lot compte 19 sites classés Natura 2000. Tous bénéficient d'un classement comme site d'intérêt communautaire (SIC), aucun comme zone de protection spéciale (ZPS).

## Liste
| Site                                                                                | Type | Superficie (ha) | Fiche     | Coordonnées                      | Photo |  |
| ----------------------------------------------------------------------------------- | ---- | --------------- | --------- | -------------------------------- | ----- |  |
| Basse vallée du Célé                                                                | SIC  | +3 475,         | FR7300913 | 44° 33′ 07″ nord, 1° 46′ 13″ est |       |  |
| Boudouyssou                                                                         | SIC  | +0236,          | FR7200737 | 44° 23′ 43″ nord, 0° 58′ 53″ est |       |  |
| Coteaux du Boudouyssou et plateau de Lascrozes                                      | SIC  | +1 128,         | FR7200733 | 44° 22′ 33″ nord, 0° 57′ 50″ est |       |  |
| Coteaux de Thézac et de Montayral                                                   | SIC  | +0438,          | FR7200732 | 44° 27′ 18″ nord, 1° 00′ 16″ est |       |  |
| Grotte de fond d'Erbies                                                             | SIC  | +0001,          | FR7300914 | 44° 24′ 49″ nord, 1° 41′ 02″ est |       |  |
| Marais de la Fondial                                                                | SIC  | +0025,5         | FR7300904 | 45° 00′ 15″ nord, 1° 40′ 18″ est |       |  |
| Moyenne vallée du Lot Inférieure                                                    | SIC  | +2 288,         | FR7300912 | 44° 28′ 57″ nord, 1° 38′ 39″ est |       |  |
| Pelouses de Lalbenque                                                               | SIC  | +0402,          | FR7300915 | 44° 21′ 07″ nord, 1° 34′ 09″ est |       |  |
| Secteur de Lacérède                                                                 | SIC  | +0176,          | FR7300908 | 44° 46′ 25″ nord, 1° 47′ 25″ est |       |  |
| Serres de Labastide-de-Penne et de Belfort-du-Quercy                                | SIC  | +0617,          | FR7300919 | 44° 16′ 09″ nord, 1° 33′ 53″ est |       |  |
| Serres de Saint-Paul-de-Loubressac et de Saint-Barthélémy, et causse de Pech-Tondut | SIC  | +0834,          | FR7300917 | 44° 19′ 12″ nord, 1° 27′ 52″ est |       |  |
| Vallée de la Cère et tributaires                                                    | SIC  | +3 031,         | FR7300900 | 44° 57′ 11″ nord, 1° 58′ 21″ est |       |  |
| Vallée de la Dordogne quercynoise                                                   | SIC  | +5 567,         | FR7300898 | 44° 54′ 17″ nord, 1° 38′ 10″ est |       |  |
| Vallées de l'Ouysse et de l'Alzou (Ouysse)                                          | SIC  | +3 009,         | FR7300902 | 44° 47′ 20″ nord, 1° 35′ 52″ est |       |  |
| Vallées de la Rauze et du Vers et vallons tributaires                               | SIC  | +4 817,         | FR7300910 | 44° 33′ 53″ nord, 1° 33′ 07″ est |       |  |
| Vieux chênes de Cantegrel                                                           | SIC  | +0012,59        | FR7300905 | 44° 45′ 13″ nord, 1° 33′ 57″ est |       |  |
| Vieux chênes des Imbards                                                            | SIC  | +0033,09        | FR7300907 | 44° 51′ 00″ nord, 1° 38′ 17″ est |       |  |
| Vieux chênes de la Panonnie                                                         | SIC  | +0028,29        | FR7300906 | 44° 46′ 24″ nord, 1° 39′ 35″ est |       |  |
| Zone centrale du causse de Gramat                                                   | SIC  | +6 426,         | FR7300909 | 44° 40′ 14″ nord, 1° 39′ 56″ est |       |  |